# Бійка в Бетл-Крік (фільм)
«Бійка в Беттл-Крік» (ориг. назва «Battle Creek Brawl» або «The Big Brawl») — американсько-гонконгський фільм з Джекі Чаном у головній ролі. Перший фільм Джекі Чана у США. Стрічка вийшла на екрани у 1980 році.

## Сюжет
Чикаго, 1930-ті роки, Джері Кван (Джекі Чан) живе звичайним життям зі своєю подругою Ненсі Крістін та своїм сімейством. Його батько володіє рестораном, і в один день, йому загрожують бандити, вимагають віддати частину доходів. Джері дав бандитам відсіч, після чого вони викрали його дівчину. Щоб врятувати її він повинен змагатись у вуличних боях «Бетл-Крік».

## Цікаві факти
- Це перша роль Джекі Чана англійською мовою.
- Перший американський фільм Джекі Чана.
- Джекі Чан отримав за свою роль $1 000 000.